# Idiostyla catharopis
Idiostyla catharopis är en fjärilsart som beskrevs av Edward Meyrick 1922. Idiostyla catharopis ingår i släktet Idiostyla och familjen fransmalar. Inga underarter finns listade i Catalogue of Life.